# Chajim Josef Cadok
Chajim Josef Cadok (hebrejsky: חיים יוסף צדוק, rodným jménem Chajim Wilkenfeld, žil 2. října 1913 – 15. srpna 2002) byl izraelský právník, politik a poslanec Knesetu za strany Mapaj, Ma'arach, Izraelská strana práce a znovu Ma'arach.

## Biografie
Narodil se ve městě Rava-Ruska v Haliči v tehdejším Rakousku-Uhersku, dnes Ukrajina. Vystudoval Varšavskou univerzitu (obor filozofie a judaistika). V roce 1935 přesídlil do dnešního Izraele. Vystudoval ještě právní vysokou školu v Jeruzalému a získal osvědčení pro výkon profese právníka. Před vznikem státu Izrael byl členem židovských sil Hagana a policejních složek Mišteret ha-jišuvim ha-ivrim.

## Politická dráha
V mládí v Polsku se angažoval v organizaci Gordonia a ve straně Poalej Cijon. V letech 1949–1952 byl zástupcem nejvyššího státního zástupce.
V izraelském parlamentu zasedl poprvé po volbách v roce 1955, do nichž šel za stranu Mapaj. Mandát ale získal až dodatečně, v lednu 1959, jako náhradník. Stal se členem parlamentního výboru pro záležitosti vnitra a výboru pro ústavu, právo a spravedlnost. Mandát obhájil ve volbách v roce 1959, opět za Mapaj. Zastával post člena výboru pro ústavu, právo a spravedlnost a předsedy výboru House Committee. Opětovně byl za Mapaj zvolen ve volbách v roce 1961. Byl pak předsedou výboru House Committee a členem výboru pro ústavu, právo a spravedlnost a výboru pro zahraniční záležitosti a obranu. Uspěl (nyní na kandidátce Ma'arach) i ve volbách v roce 1965. V průběhu volebního období dočasně přešel do samostatného poslaneckého klubu Izraelské strany práce, ale pak se vrátil do Ma'arach. Byl členem výboru pro ústavu, právo a spravedlnost a výboru pro zahraniční záležitosti a obranu a předsedal podvýboru pro ústavní zákony. Další funkční období v Knesetu získal za Ma'arach i ve volbách v roce 1969. Předsedal výboru pro zahraniční záležitosti a obranu a působil jako člen výboru pro ústavu, právo a spravedlnost. Poslancem za Ma'arach zůstal i po volbách v roce 1973, po kterých vykonával opět funkci předsedy výboru pro zahraniční záležitosti a obranu a člena výboru pro ústavu, právo a spravedlnost. Zvolení se na kandidátce Ma'arach dočkal i ve volbách v roce 1977. Stal se opětovně členem výboru pro ústavu, právo a spravedlnost a výboru pro zahraniční záležitosti a obranu. Na poslanecký mandát ale rezignoval v průběhu volebního období, v lednu 1978. V Knesetu ho nahradil Emri Ron.
Zastával i řadu vládních postů. V letech 1965–1966 byl ministrem obchodu a průmyslu, v letech 1965–1966 také ministrem rozvoje. V letech 1974–1977 ministrem spravedlnosti a v roce 1974 a 1977 také dvakrát zasedal na postu ministra náboženství.
V letech 1978–1980 přednášel na Hebrejské univerzitě. Po odchodu z Knesetu se věnoval své právnické praxi a nadále se účastnil stranického života.